# Hibito-Cholon (jezična porodica)
Cholonan (Hibito-Cholon), etnolingvistička indijanska porodica koja obuhvaća istoimene jezike Indijanaca Cholóna ili Cholón (Seeptsá) iz departmana San Martín, i Hibito (Xibito, Jíbito) iz Perua, s río Huallaga (departman San Martín). Jezik xibito (xibita) izumro je 1825., a Hibito Indijanci danas govore quechua de San Martín ili kastiljski.
Joseph H. Greenberg (1987) klasificira ga u sjevernoandske jezike.

## Jezici
- cholón [cht] (Peru)
- hibito [hib] (Peru).[2] Terence Kaufman (2007) povezuje ga s kulyi jezikom u porodicu macro-kulyi-cholonan[3]

## Vanjske poveznice
- Ethnologue (15th)
- Cholón
- Andean-Equatorial Macro-Phylum (Based on Greenberg): Zisa 1970[neaktivna poveznica]